# جایزه ساخاروف (ای‌پی‌اس)
جایزه آندره ساخاروف (به انگلیسی: Andrei Sakharov Prize (APS)) جایزه‌ای ست که از ۲۰۰۶، هر دو سال یک بار از سوی انجمن فیزیک آمریکا اعطا می‌شود. دریافت کنندگان به دلیل «رهبری خارق العاده و/یا دستاوردهای دانشمندان در تقویت حقوق بشر» برگزیده می‌شوند. این جایزه به افتخار آندره ساخاروف، فیزیکدان هسته‌ای شوروی و فعال حقوق بشر نامگذاری شده و در سال ۲۰۰۷، ۱۰٬۰۰۰ $ ارزش داشته است.

## برخی از برندگان
- یوری اورلوف (۲۰۰۶)
- امید کوکبی (۲۰۱۴)
- نرگس محمدی (۲۰۱۸)